# Facundo Cardozo
Facundo Omar Cardozo (San Miguel, 6 aprile 1995) è un calciatore argentino, difensore del San Miguel.

## Carriera
Ha esordito nella massima serie argentina con il Vélez Sarsfield nella stagione 2013-2014.

## Palmarès

### Nazionale
- Campionato sudamericano Under-20: 1

Uruguay 2015